# Đại dịch COVID-19 tại Trung Quốc đại lục

Đại dịch COVID-19 đã được phát hiện đầu tiên do một nhóm bệnh nhân nhiễm bệnh bệnh viêm phổi bí ẩn ở thành phố Vũ Hán, thủ phủ của tỉnh Hồ Bắc, Trung Quốc đại lục. Một bệnh viện Vũ Hán đã thông báo cho một trung tâm kiểm soát và phòng ngừa dịch bệnh địa phương (CDC) vào ngày 27 tháng 12 năm 2019. Vào ngày 31 tháng 12, CDC Vũ Hán thừa nhận có một nhóm bệnh viêm phổi không rõ liên quan đến Chợ hải sản Hoa Nam, sau khi các tài liệu chưa được xác minh xuất hiện trên Internet. Sự bùng phát dịch bệnh tiềm tàng đã sớm thu hút sự chú ý trên toàn quốc, bao gồm cả Ủy ban Y tế Quốc gia (NHC) tại Bắc Kinh, người đã gửi các chuyên gia đến Vũ Hán vào ngày hôm sau. Vào ngày 8 tháng 1, một loại coronavirus mới được xác định là nguyên nhân gây viêm phổi. Trình tự của virus đã sớm được công bố trên cơ sở dữ liệu truy cập mở. Các biện pháp được thực hiện bởi Trung Quốc đã được nhiều người trong đó có Tổ chức Y tế Thế giới (WHO) ca ngợi. Phản ứng của Trung Quốc dường như minh bạch hơn nhiều, đặc biệt là khi so sánh với cách nước này phản ứng với SARS năm 2003.
Tuy nhiên, phản ứng chậm trễ và gây tranh cãi của chính quyền Vũ Hán và Hồ Bắc đã không thể ngăn chặn được sự bùng phát trong giai đoạn đầu, dẫn đến sự chỉ trích từ công chúng và giới truyền thông. Đến ngày 29 tháng 1, virus đã lan sang tất cả các tỉnh của Trung Quốc đại lục. Đến ngày 8 tháng 2, hơn 724 người đã chết vì viêm phổi liên quan đến nhiễm trùng coronavirus và 34.878 được xác nhận là bị nhiễm bệnh. Chỉ riêng ở Hồ Bắc, đã có 24.953 trường hợp nhiễm trùng và 699 trường hợp tử vong liên quan. Tất cả các tỉnh của Trung Quốc đại lục đã bắt đầu mức phản ứng cao nhất đối với tình trạng khẩn cấp về sức khỏe cộng đồng. WHO tuyên bố ổ dịch là " tình trạng khẩn cấp về sức khỏe cộng đồng " vào ngày 31 tháng 1, vì sợ rằng vi-rút lây lan ra khỏi Trung Quốc đến nơi không có hệ thống chăm sóc sức khỏe mạnh mẽ, bất chấp sự tin tưởng vào nỗ lực của Trung Quốc.
| COVID-19 tại Trung Quốc đại lục () Tử vong Hồi phục Xét nghiệm Chẩn đoán lâm sàng (C.D.) Xét nghiệm hoặc C.D. 2019202020212022Thg 12Thg 1Thg 2Thg 3Thg 4Thg 5Thg 6Thg 7Thg 8Thg 9Thg 10Thg 11Thg 12Thg 1Thg 2Thg 3Thg 4Thg 5Thg 6Thg 7Thg 8Thg 9Thg 10Thg 11Thg 12Thg 115 ngày gần nhất15 ngày gần nhất | COVID-19 tại Trung Quốc đại lục () Tử vong Hồi phục Xét nghiệm Chẩn đoán lâm sàng (C.D.) Xét nghiệm hoặc C.D. 2019202020212022Thg 12Thg 1Thg 2Thg 3Thg 4Thg 5Thg 6Thg 7Thg 8Thg 9Thg 10Thg 11Thg 12Thg 1Thg 2Thg 3Thg 4Thg 5Thg 6Thg 7Thg 8Thg 9Thg 10Thg 11Thg 12Thg 115 ngày gần nhất15 ngày gần nhất | COVID-19 tại Trung Quốc đại lục () Tử vong Hồi phục Xét nghiệm Chẩn đoán lâm sàng (C.D.) Xét nghiệm hoặc C.D. 2019202020212022Thg 12Thg 1Thg 2Thg 3Thg 4Thg 5Thg 6Thg 7Thg 8Thg 9Thg 10Thg 11Thg 12Thg 1Thg 2Thg 3Thg 4Thg 5Thg 6Thg 7Thg 8Thg 9Thg 10Thg 11Thg 12Thg 115 ngày gần nhất15 ngày gần nhất | COVID-19 tại Trung Quốc đại lục () Tử vong Hồi phục Xét nghiệm Chẩn đoán lâm sàng (C.D.) Xét nghiệm hoặc C.D. 2019202020212022Thg 12Thg 1Thg 2Thg 3Thg 4Thg 5Thg 6Thg 7Thg 8Thg 9Thg 10Thg 11Thg 12Thg 1Thg 2Thg 3Thg 4Thg 5Thg 6Thg 7Thg 8Thg 9Thg 10Thg 11Thg 12Thg 115 ngày gần nhất15 ngày gần nhất | COVID-19 tại Trung Quốc đại lục () Tử vong Hồi phục Xét nghiệm Chẩn đoán lâm sàng (C.D.) Xét nghiệm hoặc C.D. 2019202020212022Thg 12Thg 1Thg 2Thg 3Thg 4Thg 5Thg 6Thg 7Thg 8Thg 9Thg 10Thg 11Thg 12Thg 1Thg 2Thg 3Thg 4Thg 5Thg 6Thg 7Thg 8Thg 9Thg 10Thg 11Thg 12Thg 115 ngày gần nhất15 ngày gần nhất |
| --- | --- | --- | --- | --- |
| Ngày | Ngày | | Ca nhiễm (không tính C.D.) | Ca nhiễm (bao gồm C.D.) |
| 2019-12-31 | 2019-12-31 | | | 27(n.a.) |
| ⋮ | ⋮ | | | 27(=) |
| 2020-01-03 | 2020-01-03 | | | 44(+63%) |
| 2020-01-04 | 2020-01-04 | | | 44(=) |
| 2020-01-05 | 2020-01-05 | | | 59(+34%) |
| ⋮ | | | | |
| 2020-01-10 | 2020-01-10 | | 41(n.a.) | |
| ⋮ | ⋮ | | 41(=) | |
| 2020-01-16 | 2020-01-16 | | 45(+9.7%) | |
| 2020-01-17 | 2020-01-17 | | 62(+38%) | |
| 2020-01-18 | 2020-01-18 | | 121(+95%) | |
| 2020-01-19 | 2020-01-19 | | 198(+64%) | |
| 2020-01-20 | 2020-01-20 | | 291(+47%) | |
| 2020-01-21 | 2020-01-21 | | 440(+51%) | |
| 2020-01-22 | 2020-01-22 | | 571(+30%) | |
| 2020-01-23 | 2020-01-23 | | 830(+45%) | |
| 2020-01-24 | 2020-01-24 | | 1,287(+55%) | |
| 2020-01-25 | 2020-01-25 | | 1,975(+53%) | |
| 2020-01-26 | 2020-01-26 | | 2,744(+39%) | |
| 2020-01-27 | 2020-01-27 | | 4,515(+64%) | |
| 2020-01-28 | 2020-01-28 | | 5,974(+32%) | |
| 2020-01-29 | 2020-01-29 | | 7,711(+29%) | |
| 2020-01-30 | 2020-01-30 | | 9,692(+26%) | |
| 2020-01-31 | 2020-01-31 | | 11,791(+22%) | |
| 2020-02-01 | 2020-02-01 | | 14,380(+22%) | |
| 2020-02-02 | 2020-02-02 | | 17,205(+20%) | |
| 2020-02-03 | 2020-02-03 | | 20,438(+19%) | |
| 2020-02-04 | 2020-02-04 | | 24,324(+19%) | |
| 2020-02-05 | 2020-02-05 | | 28,018(+15%) | |
| 2020-02-06 | 2020-02-06 | | 31,161(+11%) | |
| 2020-02-07 | 2020-02-07 | | 34,546(+11%) | |
| 2020-02-08 | 2020-02-08 | | 37,198(+7.7%) | |
| 2020-02-09 | 2020-02-09 | | 40,171(+8.0%) | |
| 2020-02-10 | 2020-02-10 | | 42,638(+6.1%) | 48,315(n.a.) |
| 2020-02-11 | 2020-02-11 | | 44,653(+4.7%) | 55,220(+14%) |
| 2020-02-12 | 2020-02-12 | | 46,472(+4.1%) | 58,761(+6.4%) |
| 2020-02-13 | 2020-02-13 | | 48,467(+4.3%) | 63,851(+8.7%) |
| 2020-02-14 | 2020-02-14 | | 49,970(+3.1%) | 66,492(+4.1%) |
| 2020-02-15 | 2020-02-15 | | 51,091(+2.2%) | 68,500(+3.0%) |
| 2020-02-16 | 2020-02-16 | | | 70,548(+3.0%) |
| 2020-02-17 | 2020-02-17 | | | 72,436(+2.7%) |
| 2020-02-18 | 2020-02-18 | | | 74,185(+2.4%) |
| 2020-02-19 | 2020-02-19 | | | 75,002(+1.1%) |
| 2020-02-20 | 2020-02-20 | | | 75,891(+1.2%) |
| 2020-02-21 | 2020-02-21 | | | 76,288(+0.52%) |
| 2020-02-22 | 2020-02-22 | | | 76,936(+0.85%) |
| 2020-02-23 | 2020-02-23 | | | 77,150(+0.28%) |
| 2020-02-24 | 2020-02-24 | | | 77,658(+0.66%) |
| 2020-02-25 | 2020-02-25 | | | 78,064(+0.52%) |
| 2020-02-26 | 2020-02-26 | | | 78,497(+0.55%) |
| 2020-02-27 | 2020-02-27 | | | 78,824(+0.42%) |
| 2020-02-28 | 2020-02-28 | | | 79,251(+0.54%) |
| 2020-02-29 | 2020-02-29 | | | 79,824(+0.72%) |
| 2020-03-01 | 2020-03-01 | | | 80,026(+0.25%) |
| 2020-03-02 | 2020-03-02 | | | 80,151(+0.16%) |
| 2020-03-03 | 2020-03-03 | | | 80,270(+0.15%) |
| 2020-03-04 | 2020-03-04 | | | 80,409(+0.17%) |
| 2020-03-05 | 2020-03-05 | | | 80,552(+0.18%) |
| 2020-03-06 | 2020-03-06 | | | 80,651(+0.12%) |
| 2020-03-07 | 2020-03-07 | | | 80,695(+0.05%) |
| 2020-03-08 | 2020-03-08 | | | 80,735(+0.05%) |
| 2020-03-09 | 2020-03-09 | | | 80,754(+0.02%) |
| 2020-03-10 | 2020-03-10 | | | 80,778(+0.03%) |
| 2020-03-11 | 2020-03-11 | | | 80,793(+0.02%) |
| 2020-03-12 | 2020-03-12 | | | 80,813(+0.02%) |
| 2020-03-13 | 2020-03-13 | | | 80,824(+0.01%) |
| 2020-03-14 | 2020-03-14 | | | 80,844(+0.02%) |
| 2020-03-15 | 2020-03-15 | | | 80,860(+0.02%) |
| 2020-03-16 | 2020-03-16 | | | 80,881(+0.02%) |
| 2020-03-17 | 2020-03-17 | | | 80,894(+0.02%) |
| 2020-03-18 | 2020-03-18 | | | 80,928(+0.04%) |
| 2020-03-19 | 2020-03-19 | | | 80,967(+0.05%) |
| 2020-03-20 | 2020-03-20 | | | 81,008(+0.05%) |
| 2020-03-21 | 2020-03-21 | | | 81,054(+0.06%) |
| 2020-03-22 | 2020-03-22 | | | 81,093(+0.05%) |
| 2020-03-23 | 2020-03-23 | | | 81,171(+0.10%) |
| 2020-03-24 | 2020-03-24 | | | 81,218(+0.06%) |
| 2020-03-25 | 2020-03-25 | | | 81,285(+0.08%) |
| 2020-03-26 | 2020-03-26 | | | 81,340(+0.07%) |
| 2020-03-27 | 2020-03-27 | | | 81,394(+0.06%) |
| 2020-03-28 | 2020-03-28 | | | 81,439(+0.06%) |
| 2020-03-29 | 2020-03-29 | | | 81,470(+0.04%) |
| 2020-03-30 | 2020-03-30 | | | 81,518(+0.06%) |
| 2020-03-31 | 2020-03-31 | | | 81,554(+0.04%) |
| 2020-04-01 | 2020-04-01 | | | 81,589(+0.04%) |
| 2020-04-02 | 2020-04-02 | | | 81,620(+0.04%) |
| 2020-04-03 | 2020-04-03 | | | 81,639(+0.02%) |
| 2020-04-04 | 2020-04-04 | | | 81,669(+0.04%) |
| 2020-04-05 | 2020-04-05 | | | 81,708(+0.05%) |
| 2020-04-06 | 2020-04-06 | | | 81,740(+0.04%) |
| 2020-04-07 | 2020-04-07 | | | 81,802(+0.08%) |
| 2020-04-08 | 2020-04-08 | | | 81,865(+0.08%) |
| 2020-04-09 | 2020-04-09 | | | 81,907(+0.05%) |
| 2020-04-10 | 2020-04-10 | | | 81,953(+0.06%) |
| 2020-04-11 | 2020-04-11 | | | 82,052(+0.12%) |
| 2020-04-12 | 2020-04-12 | | | 82,160(+0.13%) |
| 2020-04-13 | 2020-04-13 | | | 82,249(+0.11%) |
| 2020-04-14 | 2020-04-14 | | | 82,295(+0.06%) |
| 2020-04-15 | 2020-04-15 | | | 82,341(+0.06%) |
| 2020-04-16 | 2020-04-16 | | | 82,692(+0.40%) |
| 2020-04-17 | 2020-04-17 | | | 82,719(+0.03%) |
| 2020-04-18 | 2020-04-18 | | | 82,735(+0.02%) |
| 2020-04-19 | 2020-04-19 | | | 82,747(+0.01%) |
| 2020-04-20 | 2020-04-20 | | | 82,758(+0.01%) |
| 2020-04-21 | 2020-04-21 | | | 82,788(+0.04%) |
| 2020-04-22 | 2020-04-22 | | | 82,798(+0.01%) |
| 2020-04-23 | 2020-04-23 | | | 82,804(<+0.01%) |
| 2020-04-24 | 2020-04-24 | | | 82,816(+0.01%) |
| 2020-04-25 | 2020-04-25 | | | 82,827(+0.01%) |
| 2020-04-26 | 2020-04-26 | | | 82,830(<+0.01%) |
| 2020-04-27 | 2020-04-27 | | | 82,836(<+0.01%) |
| 2020-04-28 | 2020-04-28 | | | 82,858(+0.03%) |
| 2020-04-29 | 2020-04-29 | | | 82,862(<+0.01%) |
| 2020-04-30 | 2020-04-30 | | | 82,874(+0.01%) |
| 2020-05-01 | 2020-05-01 | | | 82,875(<+0.01%) |
| 2020-05-02 | 2020-05-02 | | | 82,877(<+0.01%) |
| 2020-05-03 | 2020-05-03 | | | 82,880(<+0.01%) |
| 2020-05-04 | 2020-05-04 | | | 82,881(<+0.01%) |
| 2020-05-05 | 2020-05-05 | | | 82,883(<+0.01%) |
| 2020-05-06 | 2020-05-06 | | | 82,885(<+0.01%) |
| 2020-05-07 | 2020-05-07 | | | 82,886(<+0.01%) |
| 2020-05-08 | 2020-05-08 | | | 82,887(<+0.01%) |
| 2020-05-09 | 2020-05-09 | | | 82,901(+0.02%) |
| 2020-05-10 | 2020-05-10 | | | 82,918(+0.02%) |
| 2020-05-11 | 2020-05-11 | | | 82,919(<+0.01%) |
| 2020-05-12 | 2020-05-12 | | | 82,926(<+0.01%) |
| 2020-05-13 | 2020-05-13 | | | 82,929(<+0.01%) |
| 2020-05-14 | 2020-05-14 | | | 82,933(<+0.01%) |
| 2020-05-15 | 2020-05-15 | | | 82,941(<+0.01%) |
| 2020-05-16 | 2020-05-16 | | | 82,947(<+0.01%) |
| 2020-05-17 | 2020-05-17 | | | 82,954(<+0.01%) |
| 2020-05-18 | 2020-05-18 | | | 82,960(<+0.01%) |
| 2020-05-19 | 2020-05-19 | | | 82,965(<+0.01%) |
| 2020-05-20 | 2020-05-20 | | | 82,967(<+0.01%) |
| 2020-05-21 | 2020-05-21 | | | 82,971(<+0.01%) |
| 2020-05-22 | 2020-05-22 | | | 82,971(=) |
| 2020-05-23 | 2020-05-23 | | | 82,974(<+0.01%) |
| 2020-05-24 | 2020-05-24 | | | 82,985(+0.01%) |
| 2020-05-25 | 2020-05-25 | | | 82,992(<+0.01%) |
| 2020-05-26 | 2020-05-26 | | | 82,993(<+0.01%) |
| 2020-05-27 | 2020-05-27 | | | 82,995(<+0.01%) |
| 2020-05-28 | 2020-05-28 | | | 82,995(=) |
| 2020-05-29 | 2020-05-29 | | | 82,999(<+0.01%) |
| 2020-05-30 | 2020-05-30 | | | 83,001(<+0.01%) |
| 2020-05-31 | 2020-05-31 | | | 83,017(0.02%) |
| 2020-06-01 | 2020-06-01 | | | 83,022(<+0.01%) |
| 2020-06-02 | 2020-06-02 | | | 83,021(>−0.01%) |
| 2020-06-03 | 2020-06-03 | | | 83,022(<+0.01%) |
| 2020-06-04 | 2020-06-04 | | | 83,027(<+0.01%) |
| 2020-06-05 | 2020-06-05 | | | 83,030(<+0.01%) |
| 2020-06-06 | 2020-06-06 | | | 83,036(<+0.01%) |
| 2020-06-07 | 2020-06-07 | | | 83,040(<+0.01%) |
| 2020-06-08 | 2020-06-08 | | | 83,043(<+0.01%) |
| 2020-06-09 | 2020-06-09 | | | 83,046(<+0.01%) |
| 2020-06-10 | 2020-06-10 | | | 83,057(+0.01%) |
| 2020-06-11 | 2020-06-11 | | | 83,064(<+0.01%) |
| 2020-06-12 | 2020-06-12 | | | 83,075(+0.01%) |
| 2020-06-13 | 2020-06-13 | | | 83,132(+0.07%) |
| 2020-06-14 | 2020-06-14 | | | 83,181(+0.06%) |
| 2020-06-15 | 2020-06-15 | | | 83,221(+0.05%) |
| 2020-06-16 | 2020-06-16 | | | 83,265(+0.05%) |
| 2020-06-17 | 2020-06-17 | | | 83,293(+0.03%) |
| 2020-06-18 | 2020-06-18 | | | 83,325(+0.04%) |
| 2020-06-19 | 2020-06-19 | | | 83,352(+0.03%) |
| 2020-06-20 | 2020-06-20 | | | 83,378(+0.03%) |
| 2020-06-21 | 2020-06-21 | | | 83,396(+0.02%) |
| 2020-06-22 | 2020-06-22 | | | 83,418(+0.03%) |
| 2020-06-23 | 2020-06-23 | | | 83,430(+0.01%) |
| 2020-06-24 | 2020-06-24 | | | 83,449(+0.02%) |
| 2020-06-25 | 2020-06-25 | | | 83,462(+0.02%) |
| 2020-06-26 | 2020-06-26 | | | 83,483(+0.03%) |
| 2020-06-27 | 2020-06-27 | | | 83,500(+0.02%) |
| 2020-06-28 | 2020-06-28 | | | 83,512(+0.01%) |
| 2020-06-29 | 2020-06-29 | | | 83,531(+0.02%) |
| 2020-06-30 | 2020-06-30 | | | 83,534(<+0.01%) |
| 2020-07-01 | 2020-07-01 | | | 83,537(<+0.01%) |
| 2020-07-02 | 2020-07-02 | | | 83,542(<+0.01%) |
| 2020-07-03 | 2020-07-03 | | | 83,545(<+0.01%) |
| 2020-07-04 | 2020-07-04 | | | 83,553(<+0.01%) |
| 2020-07-05 | 2020-07-05 | | | 83,557(<+0.01%) |
| 2020-07-06 | 2020-07-06 | | | 83,565(<+0.01%) |
| 2020-07-07 | 2020-07-07 | | | 83,572(<+0.01%) |
| 2020-07-08 | 2020-07-08 | | | 83,581(+0.01%) |
| 2020-07-09 | 2020-07-09 | | | 83,585(<+0.01%) |
| 2020-07-10 | 2020-07-10 | | | 83,587(<+0.01%) |
| 2020-07-11 | 2020-07-11 | | | 83,594(<+0.01%) |
| 2020-07-12 | 2020-07-12 | | | 83,602(<+0.01%) |
| 2020-07-13 | 2020-07-13 | | | 83,605(<+0.01%) |
| 2020-07-14 | 2020-07-14 | | | 83,611(<+0.01%) |
| 2020-07-15 | 2020-07-15 | | | 83,612(<+0.01%) |
| 2020-07-16 | 2020-07-16 | | | 83,622(+0.01%) |
| 2020-07-17 | 2020-07-17 | | | 83,644(+0.03%) |
| 2020-07-18 | 2020-07-18 | | | 83,660(+0.02%) |
| 2020-07-19 | 2020-07-19 | | | 83,682(+0.03%) |
| 2020-07-20 | 2020-07-20 | | | 83,693(+0.01%) |
| 2020-07-21 | 2020-07-21 | | | 83,707(+0.02%) |
| 2020-07-22 | 2020-07-22 | | | 83,729(+0.03%) |
| 2020-07-23 | 2020-07-23 | | | 83,750(+0.03%) |
| 2020-07-24 | 2020-07-24 | | | 83,784(+0.04%) |
| 2020-07-25 | 2020-07-25 | | | 83,830(+0.05%) |
| 2020-07-26 | 2020-07-26 | | | 83,891(+0.07%) |
| 2020-07-27 | 2020-07-27 | | | 83,959(+0.08%) |
| 2020-07-28 | 2020-07-28 | | | 84,060(+0.12%) |
| 2020-07-29 | 2020-07-29 | | | 84,165(+0.12%) |
| 2020-07-30 | 2020-07-30 | | | 84,292(+0.15%) |
| 2020-07-31 | 2020-07-31 | | | 84,337(+0.05%) |
| 2020-08-01 | 2020-08-01 | | | 84,385(+0.06%) |
| 2020-08-02 | 2020-08-02 | | | 84,428(+0.05%) |
| 2020-08-03 | 2020-08-03 | | | 84,464(+0.04%) |
| 2020-08-04 | 2020-08-04 | | | 84,491(+0.03%) |
| 2020-08-05 | 2020-08-05 | | | 84,528(+0.04%) |
| 2020-08-06 | 2020-08-06 | | | 84,565(+0.04%) |
| 2020-08-07 | 2020-08-07 | | | 84,596(+0.04%) |
| 2020-08-08 | 2020-08-08 | | | 84,619(+0.03%) |
| 2020-08-09 | 2020-08-09 | | | 84,668(+0.06%) |
| 2020-08-10 | 2020-08-10 | | | 84,712(+0.05%) |
| 2020-08-11 | 2020-08-11 | | | 84,737(+0.03%) |
| 2020-08-12 | 2020-08-12 | | | 84,756(+0.02%) |
| 2020-08-13 | 2020-08-13 | | | 84,786(+0.04%) |
| 2020-08-14 | 2020-08-14 | | | 84,808(+0.03%) |
| 2020-08-15 | 2020-08-15 | | | 84,827(+0.02%) |
| 2020-08-16 | 2020-08-16 | | | 84,849(+0.03%) |
| 2020-08-17 | 2020-08-17 | | | 84,871(+0.03%) |
| 2020-08-18 | 2020-08-18 | | | 84,888(+0.02%) |
| 2020-08-19 | 2020-08-19 | | | 84,895(<+0.01%) |
| 2020-08-20 | 2020-08-20 | | | 84,917(+0.03%) |
| 2020-08-21 | 2020-08-21 | | | 84,939(+0.03%) |
| 2020-08-22 | 2020-08-22 | | | 84,951(+0.01%) |
| 2020-08-23 | 2020-08-23 | | | 84,967(+0.02%) |
| 2020-08-24 | 2020-08-24 | | | 84,981(+0.02%) |
| 2020-08-25 | 2020-08-25 | | | 84,996(+0.02%) |
| 2020-08-26 | 2020-08-26 | | | 85,004(<+0.01%) |
| 2020-08-27 | 2020-08-27 | | | 85,013(+0.01%) |
| 2020-08-28 | 2020-08-28 | | | 85,022(+0.01%) |
| 2020-08-29 | 2020-08-29 | | | 85,031(+0.01%) |
| 2020-08-30 | 2020-08-30 | | | 85,048(+0.02%) |
| 2020-08-31 | 2020-08-31 | | | 85,058(+0.01%) |
| 2020-09-01 | 2020-09-01 | | | 85,066(<+0.01%) |
| 2020-09-02 | 2020-09-02 | | | 85,077(+0.01%) |
| 2020-09-03 | 2020-09-03 | | | 85,102(+0.03%) |
| 2020-09-04 | 2020-09-04 | | | 85,112(+0.01%) |
| 2020-09-05 | 2020-09-05 | | | 85,122(+0.01%) |
| 2020-09-06 | 2020-09-06 | | | 85,134(+0.01%) |
| 2020-09-07 | 2020-09-07 | | | 85,144(+0.01%) |
| 2020-09-08 | 2020-09-08 | | | 85,146(<+0.01%) |
| 2020-09-09 | 2020-09-09 | | | 85,153(<+0.01%) |
| 2020-09-10 | 2020-09-10 | | | 85,168(+0.02%) |
| 2020-09-11 | 2020-09-11 | | | 85,174(<+0.01%) |
| 2020-09-12 | 2020-09-12 | | | 85,184(+0.01%) |
| 2020-09-13 | 2020-09-13 | | | 85,194(+0.01%) |
| 2020-09-14 | 2020-09-14 | | | 85,202(<+0.01%) |
| 2020-09-15 | 2020-09-15 | | | 85,214(+0.01%) |
| 2020-09-16 | 2020-09-16 | | | 85,223(+0.01%) |
| 2020-09-17 | 2020-09-17 | | | 85,255(+0.04%) |
| 2020-09-18 | 2020-09-18 | | | 85,269(+0.02%) |
| 2020-09-19 | 2020-09-19 | | | 85,279(+0.01%) |
| 2020-09-20 | 2020-09-20 | | | 85,291(+0.01%) |
| 2020-09-21 | 2020-09-21 | | | 85,297(<+0.01%) |
| 2020-09-22 | 2020-09-22 | | | 85,307(+0.01%) |
| 2020-09-23 | 2020-09-23 | | | 85,314(<+0.01%) |
| 2020-09-24 | 2020-09-24 | | | 85,322(<+0.01%) |
| 2020-09-25 | 2020-09-25 | | | 85,337(+0.02%) |
| 2020-09-26 | 2020-09-26 | | | 85,351(+0.02%) |
| 2020-09-27 | 2020-09-27 | | | 85,372(+0.02%) |
| 2020-09-28 | 2020-09-28 | | | 85,384(+0.01%) |
| 2020-09-29 | 2020-09-29 | | | 85,403(+0.02%) |
| 2020-09-30 | 2020-09-30 | | | 85,414(+0.01%) |
| 2020-10-01 | 2020-10-01 | | | 85,424(+0.01%) |
| 2020-10-02 | 2020-10-02 | | | 85,434(+0.01%) |
| 2020-10-03 | 2020-10-03 | | | 85,450(+0.02%) |
| 2020-10-04 | 2020-10-04 | | | 85,470(+0.02%) |
| 2020-10-05 | 2020-10-05 | | | 85,482(+0.01%) |
| 2020-10-06 | 2020-10-06 | | | 85,489(<+0.01%) |
| 2020-10-07 | 2020-10-07 | | | 85,500(+0.01%) |
| 2020-10-08 | 2020-10-08 | | | 85,521(+0.02%) |
| 2020-10-09 | 2020-10-09 | | | 85,536(+0.02%) |
| 2020-10-10 | 2020-10-10 | | | 85,557(+0.02%) |
| 2020-10-11 | 2020-10-11 | | | 85,578(+0.02%) |
| 2020-10-12 | 2020-10-12 | | | 85,591(+0.02%) |
| 2020-10-13 | 2020-10-13 | | | 85,611(+0.02%) |
| 2020-10-14 | 2020-10-14 | | | 85,622(+0.01%) |
| 2020-10-15 | 2020-10-15 | | | 85,646(+0.03%) |
| 2020-10-16 | 2020-10-16 | | | 85,659(+0.02%) |
| 2020-10-17 | 2020-10-17 | | | 85,672(+0.02%) |
| 2020-10-18 | 2020-10-18 | | | 85,685(+0.02%) |
| 2020-10-19 | 2020-10-19 | | | 85,704(+0.02%) |
| 2020-10-20 | 2020-10-20 | | | 85,715(+0.01%) |
| 2020-10-21 | 2020-10-21 | | | 85,729(+0.02%) |
| 2020-10-22 | 2020-10-22 | | | 85,747(+0.02%) |
| 2020-10-23 | 2020-10-23 | | | 85,775(+0.03%) |
| 2020-10-24 | 2020-10-24 | | | 85,790(+0.02%) |
| 2020-10-25 | 2020-10-25 | | | 85,810(+0.02%) |
| 2020-10-26 | 2020-10-26 | | | 85,826(+0.02%) |
| 2020-10-27 | 2020-10-27 | | | 85,868(+0.05%) |
| 2020-10-28 | 2020-10-28 | | | 85,915(+0.05%) |
| 2020-10-29 | 2020-10-29 | | | 85,940(+0.03%) |
| 2020-10-30 | 2020-10-30 | | | 85,973(+0.04%) |
| 2020-10-31 | 2020-10-31 | | | 85,997(+0.03%) |
| 2020-11-01 | 2020-11-01 | | | 86,021(+0.03%) |
| 2020-11-02 | 2020-11-02 | | | 86,070(+0.06%) |
| 2020-11-03 | 2020-11-03 | | | 86,087(+0.02%) |
| 2020-11-04 | 2020-11-04 | | | 86,115(+0.03%) |
| 2020-11-05 | 2020-11-05 | | | 86,151(+0.04%) |
| 2020-11-06 | 2020-11-06 | | | 86,184(+0.04%) |
| 2020-11-07 | 2020-11-07 | | | 86,212(+0.03%) |
| 2020-11-08 | 2020-11-08 | | | 86,245(+0.04%) |
| 2020-11-09 | 2020-11-09 | | | 86,267(+0.03%) |
| 2020-11-10 | 2020-11-10 | | | 86,284(+0.02%) |
| 2020-11-11 | 2020-11-11 | | | 86,299(+0.02%) |
| 2020-11-12 | 2020-11-12 | | | 86,307(+0.01%) |
| 2020-11-13 | 2020-11-13 | | | 86,325(+0.02%) |
| 2020-11-14 | 2020-11-14 | | | 86,338(+0.02%) |
| 2020-11-15 | 2020-11-15 | | | 86,346(+0.01%) |
| 2020-11-16 | 2020-11-16 | | | 86,361(+0.02%) |
| 2020-11-17 | 2020-11-17 | | | 86,369(+0.01%) |
| 2020-11-18 | 2020-11-18 | | | 86,381(+0.01%) |
| 2020-11-19 | 2020-11-19 | | | 86,398(+0.02%) |
| 2020-11-20 | 2020-11-20 | | | 86,414(+0.02%) |
| 2020-11-21 | 2020-11-21 | | | 86,431(+0.02%) |
| 2020-11-22 | 2020-11-22 | | | 86,442(+0.01%) |
| 2020-11-23 | 2020-11-23 | | | 86,464(+0.03%) |
| 2020-11-24 | 2020-11-24 | | | 86,469(<+0.01%) |
| 2020-11-25 | 2020-11-25 | | | 86,490(+0.02%) |
| 2020-11-26 | 2020-11-26 | | | 86,495(<+0.01%) |
| 2020-11-27 | 2020-11-27 | | | 86,501(<+0.01%) |
| 2020-11-28 | 2020-11-28 | | | 86,512(+0.01%) |
| 2020-11-29 | 2020-11-29 | | | 86,530(+0.02%) |
| 2020-11-30 | 2020-11-30 | | | 86,542(+0.01%) |
| 2020-12-01 | 2020-12-01 | | | 86,551(+0.01%) |
| 2020-12-02 | 2020-12-02 | | | 86,567(+0.02%) |
| 2020-12-03 | 2020-12-03 | | | 86,584(+0.02%) |
| 2020-12-04 | 2020-12-04 | | | 86,601(+0.02%) |
| 2020-12-05 | 2020-12-05 | | | 86,619(+0.02%) |
| 2020-12-06 | 2020-12-06 | | | 86,634(+0.02%) |
| 2020-12-07 | 2020-12-07 | | | 86,646(+0.01%) |
| 2020-12-08 | 2020-12-08 | | | 86,661(+0.02%) |
| 2020-12-09 | 2020-12-09 | | | 86,673(+0.01%) |
| 2020-12-10 | 2020-12-10 | | | 86,688(+0.02%) |
| 2020-12-11 | 2020-12-11 | | | 86,701(+0.01%) |
| 2020-12-12 | 2020-12-12 | | | 86,725(+0.03%) |
| 2020-12-13 | 2020-12-13 | | | 86,741(+0.02%) |
| 2020-12-14 | 2020-12-14 | | | 86,758(+0.02%) |
| 2020-12-15 | 2020-12-15 | | | 86,770(+0.01%) |
| 2020-12-16 | 2020-12-16 | | | 86,777(<+0.01%) |
| 2020-12-17 | 2020-12-17 | | | 86,789(+0.01%) |
| 2020-12-18 | 2020-12-18 | | | 86,806(+0.02%) |
| 2020-12-19 | 2020-12-19 | | | 86,829(+0.03%) |
| 2020-12-20 | 2020-12-20 | | | 86,852(+0.03%) |
| 2020-12-21 | 2020-12-21 | | | 86,867(+0.02%) |
| 2020-12-22 | 2020-12-22 | | | 86,882(+0.02%) |
| 2020-12-23 | 2020-12-23 | | | 86,899(+0.02%) |
| 2020-12-24 | 2020-12-24 | | | 86,913(+0.02%) |
| 2020-12-25 | 2020-12-25 | | | 86,933(+0.02%) |
| 2020-12-26 | 2020-12-26 | | | 86,955(+0.03%) |
| 2020-12-27 | 2020-12-27 | | | 86,976(+0.02%) |
| 2020-12-28 | 2020-12-28 | | | 87,003(+0.03%) |
| 2020-12-29 | 2020-12-29 | | | 87,027(+0.03%) |
| 2020-12-30 | 2020-12-30 | | | 87,052(+0.03%) |
| 2020-12-31 | 2020-12-31 | | | 87,071(+0.02%) |
| 2021-01-01 | 2021-01-01 | | | 87,093(+0.03%) |
| 2021-01-02 | 2021-01-02 | | | 87,117(+0.03%) |
| 2021-01-03 | 2021-01-03 | | | 87,150(+0.04%) |
| 2021-01-04 | 2021-01-04 | | | 87,183(+0.04%) |
| 2021-01-05 | 2021-01-05 | | | 87,215(+0.04%) |
| 2021-01-06 | 2021-01-06 | | | 87,278(+0.07%) |
| 2021-01-07 | 2021-01-07 | | | 87,331(+0.06%) |
| 2021-01-08 | 2021-01-08 | | | 87,364(+0.04%) |
| 2021-01-09 | 2021-01-09 | | | 87,433(+0.08%) |
| 2021-01-10 | 2021-01-10 | | | 87,536(+0.12%) |
| 2021-01-11 | 2021-01-11 | | | 87,591(+0.06%) |
| 2021-01-12 | 2021-01-12 | | | 87,706(+0.13%) |
| 2021-01-13 | 2021-01-13 | | | 87,844(+0.16%) |
| 2021-01-14 | 2021-01-14 | | | 87,988(+0.16%) |
| 2021-01-15 | 2021-01-15 | | | 88,118(+0.15%) |
| 2021-01-16 | 2021-01-16 | | | 88,227(+0.12%) |
| 2021-01-17 | 2021-01-17 | | | 88,336(+0.12%) |
| 2021-01-18 | 2021-01-18 | | | 88,454(+0.13%) |
| 2021-01-19 | 2021-01-19 | | | 88,557(+0.12%) |
| 2021-01-20 | 2021-01-20 | | | 88,701(+0.16%) |
| 2021-01-21 | 2021-01-21 | | | 88,804(+0.12%) |
| 2021-01-22 | 2021-01-22 | | | 88,911(+0.12%) |
| 2021-01-23 | 2021-01-23 | | | 88,991(+0.09%) |
| 2021-01-24 | 2021-01-24 | | | 89,115(+0.14%) |
| 2021-01-25 | 2021-01-25 | | | 89,197(+0.09%) |
| 2021-01-26 | 2021-01-26 | | | 89,272(+0.08%) |
| 2021-01-27 | 2021-01-27 | | | 89,326(+0.06%) |
| 2021-01-28 | 2021-01-28 | | | 89,378(+0.06%) |
| 2021-01-29 | 2021-01-29 | | | 89,430(+0.06%) |
| 2021-01-30 | 2021-01-30 | | | 89,522(+0.10%) |
| 2021-01-31 | 2021-01-31 | | | 89,564(+0.05%) |
| 2021-02-01 | 2021-02-01 | | | 89,594(+0.03%) |
| 2021-02-02 | 2021-02-02 | | | 89,619(+0.03%) |
| 2021-02-03 | 2021-02-03 | | | 89,649(+0.03%) |
| 2021-02-04 | 2021-02-04 | | | 89,669(+0.02%) |
| 2021-02-05 | 2021-02-05 | | | 89,681(+0.01%) |
| 2021-02-06 | 2021-02-06 | | | 89,692(+0.01%) |
| 2021-02-07 | 2021-02-07 | | | 89,706(+0.02%) |
| 2021-02-08 | 2021-02-08 | | | 89,720(+0.02%) |
| 2021-02-09 | 2021-02-09 | | | 89,734(+0.02%) |
| 2021-02-10 | 2021-02-10 | | | 89,736(<+0.01%) |
| 2021-02-11 | 2021-02-11 | | | 89,748(+0.01%) |
| 2021-02-12 | 2021-02-12 | | | 89,756(+0.01%) |
| 2021-02-13 | 2021-02-13 | | | 89,763(+0.01%) |
| 2021-02-14 | 2021-02-14 | | | 89,772(+0.01%) |
| 2021-02-15 | 2021-02-15 | | | 89,788(+0.02%) |
| 2021-02-16 | 2021-02-16 | | | 89,795(+0.01%) |
| 2021-02-17 | 2021-02-17 | | | 89,806(+0.01%) |
| 2021-02-18 | 2021-02-18 | | | 89,816(+0.01%) |
| 2021-02-19 | 2021-02-19 | | | 89,824(+0.01%) |
| 2021-02-20 | 2021-02-20 | | | 89,831(+0.01%) |
| 2021-02-21 | 2021-02-21 | | | 89,842(+0.01%) |
| 2021-02-22 | 2021-02-22 | | | 89,852(+0.01%) |
| 2021-02-23 | 2021-02-23 | | | 89,864(+0.01%) |
| 2021-02-24 | 2021-02-24 | | | 89,871(+0.01%) |
| 2021-02-25 | 2021-02-25 | | | 89,877(+0.01%) |
| 2021-02-26 | 2021-02-26 | | | 89,887(+0.01%) |
| 2021-02-27 | 2021-02-27 | | | 89,893(+0.01%) |
| 2021-02-28 | 2021-02-28 | | | 89,912(+0.02%) |
| 2021-03-01 | 2021-03-01 | | | 89,923(+0.01%) |
| 2021-03-02 | 2021-03-02 | | | 89,933(+0.01%) |
| 2021-03-03 | 2021-03-03 | | | 89,943(+0.01%) |
| 2021-03-04 | 2021-03-04 | | | 89,952(+0.01%) |
| 2021-03-05 | 2021-03-05 | | | 89,962(+0.01%) |
| 2021-03-06 | 2021-03-06 | | | 89,975(+0.01%) |
| 2021-03-07 | 2021-03-07 | | | 89,994(+0.02%) |
| 2021-03-08 | 2021-03-08 | | | 90,002(+0.01%) |
| 2021-03-09 | 2021-03-09 | | | 90,007(+0.01%) |
| 2021-03-10 | 2021-03-10 | | | 90,018(+0.01%) |
| 2021-03-11 | 2021-03-11 | | | 90,027(+0.01%) |
| 2021-03-12 | 2021-03-12 | | | 90,034(+0.01%) |
| 2021-03-13 | 2021-03-13 | | | 90,044(+0.01%) |
| 2021-03-14 | 2021-03-14 | | | 90,049(+0.01%) |
| 2021-03-15 | 2021-03-15 | | | 90,062(+0.01%) |
| 2021-03-16 | 2021-03-16 | | | 90,066(<+0.01%) |
| 2021-03-17 | 2021-03-17 | | | 90,072(+0.01%) |
| 2021-03-18 | 2021-03-18 | | | 90,083(+0.01%) |
| 2021-03-19 | 2021-03-19 | | | 90,087(<+0.01%) |
| 2021-03-20 | 2021-03-20 | | | 90,099(+0.01%) |
| 2021-03-21 | 2021-03-21 | | | 90,106(+0.01%) |
| 2021-03-22 | 2021-03-22 | | | 90,115(+0.01%) |
| 2021-03-23 | 2021-03-23 | | | 90,125(+0.01%) |
| 2021-03-24 | 2021-03-24 | | | 90,136(+0.01%) |
| 2021-03-25 | 2021-03-25 | | | 90,147(+0.01%) |
| 2021-03-26 | 2021-03-26 | | | 90,159(+0.01%) |
| 2021-03-27 | 2021-03-27 | | | 90,167(+0.01%) |
| 2021-03-28 | 2021-03-28 | | | 90,182(+0.02%) |
| 2021-03-29 | 2021-03-29 | | | 90,190(+0.01%) |
| 2021-03-30 | 2021-03-30 | | | 90,201(+0.01%) |
| 2021-03-31 | 2021-03-31 | | | 90,217(+0.02%) |
| 2021-04-01 | 2021-04-01 | | | 90,226(+0.01%) |
| 2021-04-02 | 2021-04-02 | | | 90,252(+0.03%) |
| 2021-04-03 | 2021-04-03 | | | 90,273(+0.02%) |
| 2021-04-04 | 2021-04-04 | | | 90,305(+0.04%) |
| 2021-04-05 | 2021-04-05 | | | 90,329(+0.03%) |
| 2021-04-06 | 2021-04-06 | | | 90,341(+0.01%) |
| 2021-04-07 | 2021-04-07 | | | 90,365(+0.03%) |
| 2021-04-08 | 2021-04-08 | | | 90,386(+0.02%) |
| 2021-04-09 | 2021-04-09 | | | 90,400(+0.02%) |
| 2021-04-10 | 2021-04-10 | | | 90,410(+0.01%) |
| 2021-04-11 | 2021-04-11 | | | 90,426(+0.02%) |
| 2021-04-12 | 2021-04-12 | | | 90,435(+0.01%) |
| 2021-04-13 | 2021-04-13 | | | 90,447(+0.01%) |
| 2021-04-14 | 2021-04-14 | | | 90,457(+0.01%) |
| 2021-04-15 | 2021-04-15 | | | 90,468(+0.01%) |
| ⋮ | | | | |
| 2021-07-16 | 2021-07-16 | | | 92,213(+0.03%) |
| 2021-07-17 | 2021-07-17 | | | 92,246(+0.04%) |
| 2021-07-18 | 2021-07-18 | | | 92,277(+0.03%) |
| 2021-07-19 | 2021-07-19 | | | 92,342(+0.07%) |
| 2021-07-20 | 2021-07-20 | | | 92,364(+0.02%) |
| 2021-07-21 | 2021-07-21 | | | 92,414(+0.05%) |
| 2021-07-22 | 2021-07-22 | | | 92,462(+0.05%) |
| 2021-07-23 | 2021-07-23 | | | 92,497(+0.04%) |
| 2021-07-24 | 2021-07-24 | | | 92,529(+0.03%) |
| 2021-07-25 | 2021-07-25 | | | 92,605(+0.08%) |
| 2021-07-26 | 2021-07-26 | | | 92,676(+0.08%) |
| 2021-07-27 | 2021-07-27 | | | 92,762(+0.09%) |
| 2021-07-28 | 2021-07-28 | | | 92,811(+0.05%) |
| 2021-07-29 | 2021-07-29 | | | 92,875(+0.07%) |
| 2021-07-30 | 2021-07-30 | | | 92,930(+0.06%) |
| 2021-07-31 | 2021-07-31 | | | 93,005(+0.08%) |
| 2021-08-01 | 2021-08-01 | | | 93,103(+0.11%) |
| 2021-08-02 | 2021-08-02 | | | 93,193(+0.10%) |
| 2021-08-03 | 2021-08-03 | | | 93,289(+0.10%) |
| 2021-08-04 | 2021-08-04 | | | 93,374(+0.09%) |
| 2021-08-05 | 2021-08-05 | | | 93,498(+0.13%) |
| 2021-08-06 | 2021-08-06 | | | 93,605(+0.11%) |
| 2021-08-07 | 2021-08-07 | | | 93,701(+0.10%) |
| 2021-08-08 | 2021-08-08 | | | 93,826(+0.13%) |
| 2021-08-09 | 2021-08-09 | | | 93,969(+0.15%) |
| 2021-08-10 | 2021-08-10 | | | 94,080(+0.12%) |
| 2021-08-11 | 2021-08-11 | | | 94,161(+0.09%) |
| 2021-08-12 | 2021-08-12 | | | 94,260(+0.11%) |
| 2021-08-13 | 2021-08-13 | | | 94,326(+0.07%) |
| 2021-08-14 | 2021-08-14 | | | 94,379(+0.06%) |
| 2021-08-15 | 2021-08-15 | | | 94,430(+0.05%) |
| 2021-08-16 | 2021-08-16 | | | 94,472(+0.04%) |
| 2021-08-17 | 2021-08-17 | | | 94,500(+0.03%) |
| 2021-08-18 | 2021-08-18 | | | 94,546(+0.05%) |
| 2021-08-19 | 2021-08-19 | | | 94,579(+0.03%) |
| 2021-08-20 | 2021-08-20 | | | 94,599(+0.02%) |
| 2021-08-21 | 2021-08-21 | | | 94,631(+0.03%) |
| 2021-08-22 | 2021-08-22 | | | 94,652(+0.02%) |
| 2021-08-23 | 2021-08-23 | | | 94,687(+0.04%) |
| 2021-08-24 | 2021-08-24 | | | 94,707(+0.02%) |
| 2021-08-25 | 2021-08-25 | | | 94,733(+0.03%) |
| 2021-08-26 | 2021-08-26 | | | 94,765(+0.03%) |
| 2021-08-27 | 2021-08-27 | | | 94,786(+0.02%) |
| 2021-08-28 | 2021-08-28 | | | 94,819(+0.03%) |
| 2021-08-29 | 2021-08-29 | | | 94,842(+0.02%) |
| 2021-08-30 | 2021-08-30 | | | 94,879(+0.04%) |
| 2021-08-31 | 2021-08-31 | | | 94,898(+0.02%) |
| 2021-09-01 | 2021-09-01 | | | 94,926(+0.03%) |
| 2021-09-02 | 2021-09-02 | | | 94,954(+0.03%) |
| 2021-09-03 | 2021-09-03 | | | 94,982(+0.03%) |
| 2021-09-04 | 2021-09-04 | | | 95,010(+0.03%) |
| 2021-09-05 | 2021-09-05 | | | 95,028(+0.02%) |
| 2021-09-06 | 2021-09-06 | | | 95,064(+0.04%) |
| 2021-09-07 | 2021-09-07 | | | 95,083(+0.02%) |
| 2021-09-08 | 2021-09-08 | | | 95,111(+0.03%) |
| 2021-09-09 | 2021-09-09 | | | 95,128(+0.02%) |
| 2021-09-10 | 2021-09-10 | | | 95,153(+0.03%) |
| 2021-09-11 | 2021-09-11 | | | 95,199(+0.05%) |
| 2021-09-12 | 2021-09-12 | | | 95,248(+0.05%) |
| 2021-09-13 | 2021-09-13 | | | 95,340(+0.10%) |
| 2021-09-14 | 2021-09-14 | | | 95,413(+0.08%) |
| 2021-09-15 | 2021-09-15 | | | 95,493(+0.08%) |
| 2021-09-16 | 2021-09-16 | | | 95,577(+0.09%) |
| 2021-09-17 | 2021-09-17 | | | 95,623(+0.05%) |
| 2021-09-18 | 2021-09-18 | | | 95,689(+0.07%) |
| 2021-09-19 | 2021-09-19 | | | 95,738(+0.05%) |
| 2021-09-20 | 2021-09-20 | | | 95,810(+0.08%) |
| 2021-09-21 | 2021-09-21 | | | 95,851(+0.04%) |
| 2021-09-22 | 2021-09-22 | | | 95,894(+0.04%) |
| 2021-09-23 | 2021-09-23 | | | 95,948(+0.06%) |
| 2021-09-24 | 2021-09-24 | | | 95,986(+0.04%) |
| 2021-09-25 | 2021-09-25 | | | 96,015(+0.03%) |
| 2021-09-26 | 2021-09-26 | | | 96,050(+0.04%) |
| 2021-09-27 | 2021-09-27 | | | 96,081(+0.03%) |
| 2021-09-28 | 2021-09-28 | | | 96,106(+0.03%) |
| 2021-09-29 | 2021-09-29 | | | 96,128(+0.02%) |
| 2021-09-30 | 2021-09-30 | | | 96,162(+0.04%) |
| 2021-10-01 | 2021-10-01 | | | 96,203(+0.04%) |
| 2021-10-02 | 2021-10-02 | | | 96,231(+0.03%) |
| 2021-10-03 | 2021-10-03 | | | 96,258(+0.03%) |
| 2021-10-04 | 2021-10-04 | | | 96,284(+0.03%) |
| 2021-10-05 | 2021-10-05 | | | 96,310(+0.03%) |
| 2021-10-06 | 2021-10-06 | | | 96,335(+0.03%) |
| 2021-10-07 | 2021-10-07 | | | 96,357(+0.02%) |
| 2021-10-08 | 2021-10-08 | | | 96,374(+0.02%) |
| 2021-10-09 | 2021-10-09 | | | 96,398(+0.02%) |
| 2021-10-10 | 2021-10-10 | | | 96,423(+0.03%) |
| 2021-10-11 | 2021-10-11 | | | 96,435(+0.01%) |
| 2021-10-12 | 2021-10-12 | | | 96,457(+0.02%) |
| 2021-10-13 | 2021-10-13 | | | 96,478(+0.02%) |
| 2021-10-14 | 2021-10-14 | | | 96,488(+0.01%) |
| 2021-10-15 | 2021-10-15 | | | 96,502(+0.01%) |
| 2021-10-16 | 2021-10-16 | | | 96,522(+0.02%) |
| 2021-10-17 | 2021-10-17 | | | 96,546(+0.02%) |
| 2021-10-18 | 2021-10-18 | | | 96,571(+0.03%) |
| 2021-10-19 | 2021-10-19 | | | 96,601(+0.03%) |
| 2021-10-20 | 2021-10-20 | | | 96,622(+0.02%) |
| 2021-10-21 | 2021-10-21 | | | 96,665(+0.04%) |
| 2021-10-22 | 2021-10-22 | | | 96,715(+0.05%) |
| 2021-10-23 | 2021-10-23 | | | 96,758(+0.04%) |
| 2021-10-24 | 2021-10-24 | | | 96,797(+0.04%) |
| 2021-10-25 | 2021-10-25 | | | 96,840(+0.04%) |
| 2021-10-26 | 2021-10-26 | | | 96,899(+0.06%) |
| 2021-10-27 | 2021-10-27 | | | 96,938(+0.04%) |
| 2021-10-28 | 2021-10-28 | | | 97,002(+0.07%) |
| 2021-10-29 | 2021-10-29 | | | 97,080(+0.08%) |
| 2021-10-30 | 2021-10-30 | | | 97,151(+0.07%) |
| 2021-10-31 | 2021-10-31 | | | 97,243(+0.09%) |
| 2021-11-01 | 2021-11-01 | | | 97,314(+0.07%) |
| 2021-11-02 | 2021-11-02 | | | 97,423(+0.11%) |
| 2021-11-03 | 2021-11-03 | | | 97,527(+0.11%) |
| 2021-11-04 | 2021-11-04 | | | 97,605(+0.08%) |
| 2021-11-05 | 2021-11-05 | | | 97,660(+0.06%) |
| 2021-11-06 | 2021-11-06 | | | 97,734(+0.08%) |
| 2021-11-07 | 2021-11-07 | | | 97,823(+0.09%) |
| 2021-11-08 | 2021-11-08 | | | 97,885(+0.06%) |
| 2021-11-09 | 2021-11-09 | | | 97,939(+0.06%) |
| 2021-11-10 | 2021-11-10 | | | 98,001(+0.06%) |
| 2021-11-11 | 2021-11-11 | | | 98,099(+0.10%) |
| 2021-11-12 | 2021-11-12 | | | 98,174(+0.08%) |
| 2021-11-13 | 2021-11-13 | | | 98,263(+0.09%) |
| 2021-11-14 | 2021-11-14 | | | 98,315(+0.05%) |
| 2021-11-15 | 2021-11-15 | | | 98,337(+0.02%) |
| 2021-11-16 | 2021-11-16 | | | 98,368(+0.03%) |
| 2021-11-17 | 2021-11-17 | | | 98,403(+0.04%) |
| 2021-11-18 | 2021-11-18 | | | 98,427(+0.02%) |
| 2021-11-19 | 2021-11-19 | | | 98,450(+0.02%) |
| 2021-11-20 | 2021-11-20 | | | 98,467(+0.02%) |
| 2021-11-21 | 2021-11-21 | | | 98,505(+0.04%) |
| 2021-11-22 | 2021-11-22 | | | 98,524(+0.02%) |
| 2021-11-23 | 2021-11-23 | | | 98,546(+0.02%) |
| 2021-11-24 | 2021-11-24 | | | 98,570(+0.02%) |
| 2021-11-25 | 2021-11-25 | | | 98,583(+0.01%) |
| 2021-11-26 | 2021-11-26 | | | 98,608(+0.02%) |
| 2021-11-27 | 2021-11-27 | | | 98,631(+0.02%) |
| 2021-11-28 | 2021-11-28 | | | 98,672(+0.04%) |
| 2021-11-29 | 2021-11-29 | | | 98,711(+0.04%) |
| 2021-11-30 | 2021-11-30 | | | 98,824(+0.11%) |
| 2021-12-01 | 2021-12-01 | | | 98,897(+0.07%) |
| 2021-12-02 | 2021-12-02 | | | 98,993(+0.10%) |
| 2021-12-03 | 2021-12-03 | | | 99,083(+0.09%) |
| 2021-12-04 | 2021-12-04 | | | 99,142(+0.06%) |
| 2021-12-05 | 2021-12-05 | | | 99,203(+0.06%) |
| 2021-12-06 | 2021-12-06 | | | 99,297(+0.09%) |
| 2021-12-07 | 2021-12-07 | | | 99,371(+0.07%) |
| 2021-12-08 | 2021-12-08 | | | 99,454(+0.08%) |
| 2021-12-09 | 2021-12-09 | | | 99,517(+0.06%) |
| 2021-12-10 | 2021-12-10 | | | 99,604(+0.09%) |
| 2021-12-11 | 2021-12-11 | | | 99,679(+0.08%) |
| 2021-12-12 | 2021-12-12 | | | 99,780(+0.10%) |
| 2021-12-13 | 2021-12-13 | | | 99,856(+0.08%) |
| 2021-12-14 | 2021-12-14 | | | 99,923(+0.07%) |
| 2021-12-15 | 2021-12-15 | | | 100,000(+0.08%) |
| 2021-12-16 | 2021-12-16 | | | 100,076(+0.08%) |
| 2021-12-17 | 2021-12-17 | | | 100,201(+0.12%) |
| 2021-12-18 | 2021-12-18 | | | 100,284(+0.08%) |
| 2021-12-19 | 2021-12-19 | | | 100,386(+0.10%) |
| 2021-12-20 | 2021-12-20 | | | 100,467(+0.08%) |
| 2021-12-21 | 2021-12-21 | | | 100,544(+0.08%) |
| 2021-12-22 | 2021-12-22 | | | 100,644(+0.10%) |
| 2021-12-23 | 2021-12-23 | | | 100,731(+0.09%) |
| 2021-12-24 | 2021-12-24 | | | 100,871(+0.14%) |
| 2021-12-25 | 2021-12-25 | | | 101,077(+0.20%) |
| 2021-12-26 | 2021-12-26 | | | 101,277(+0.20%) |
| 2021-12-27 | 2021-12-27 | | | 101,486(+0.21%) |
| 2021-12-28 | 2021-12-28 | | | 101,683(+0.19%) |
| 2021-12-29 | 2021-12-29 | | | 101,890(+0.20%) |
| 2021-12-30 | 2021-12-30 | | | 102,083(+0.19%) |
| 2021-12-31 | 2021-12-31 | | | 102,314(+0.23%) |
| 2022-01-01 | 2022-01-01 | | | 102,505(+0.19%) |
| 2022-01-02 | | | | |
| 2022-01-03 | | | | |
| 2022-01-04 | | | | |
| 2022-01-05 | | | | |
| 2022-01-06 | | | | |
| 2022-01-07 | | | | |
| 2022-01-08 | | | | |
| 2022-01-09 | | | | |
| 2022-01-10 | | | | |
| 2022-01-11 | | | | |
| 2022-01-12 | | | | |
| 2022-01-13 | | | | |
| 2022-01-14 | | | | |
| 2022-01-15 | | | | |
| 2022-01-16 | | | | |
| 2022-01-17 | | | | |
| 2022-01-18 | | | | |
| 2022-01-19 | | | | |
| 2022-01-20 | | | | |
| 2022-01-21 | | | | |
| 2022-01-22 | | | | |
| 2022-01-23 | | | | |
| 2022-01-24 | | | | |
| 2022-01-25 | | | | |
| 2022-01-26 | | | | |
| 2022-01-27 | | | | |
| 2022-01-28 | | | | |
| 2022-01-29 | | | | |
| 2022-01-30 | | | | |
| 2022-01-31 | | | | |
| Nguồn: Báo cáo hàng ngày của Ủy ban Y tế Quốc gia | | | | |

Tổng Bí thư Đảng Cộng sản Trung Quốc Tập Cận Bình cảnh báo về một 'tình huống nghiêm trọng' mà Trung Quốc phải đối mặt. Bộ Chính trị thành lập một nhóm hàng đầu đặc biệt để kiểm soát dịch bệnh do Thủ tướng Lý Khắc Cường lãnh đạo. Lễ mừng năm mới của Trung Quốc đã bị hủy bỏ. Hành khách đã được kiểm tra nhiệt độ của họ. Các lệnh kiểm soát dịch bệnh (CEC) đã được hình thành ở các khu vực khác nhau bao gồm Vũ Hán và Hồ Bắc. Nhiều dịch vụ xe buýt liên tỉnh  và dịch vụ đường sắt đã bị đình chỉ hoạt động. Đến ngày 29, tất cả các thành phố Hồ Bắc đã bị cách ly. Luật giới nghiêm đang được áp dụng tại Huanggang, Ôn Châu  và các thành phố khác ở Đại lục. Khu vực này cũng chứng kiến sự thiếu hụt lớn khẩu trang và các thiết bị y tế bảo vệ khác, mặc dù chính nó là trung tâm sản xuất các sản phẩm này của cả thế giới.
Với các trường hợp nhiễm bệnh được báo cáo ngày càng tăng, nỗi sợ hãi được nâng cấp cùng với sự phân biệt đối xử trong khu vực ở Trung Quốc và sự phân biệt chủng tộc bên ngoài Trung Quốc, bất chấp những lời kêu gọi ngăn chặn sự phân biệt đối xử của nhiều chính phủ. Một số tin đồn đã xuất hiện trên các phương tiện truyền thông xã hội Trung Quốc, cùng với những nỗ lực chống tin đồn của truyền thông và chính phủ.
Tính đến ngày 31 tháng 10 năm 2023, Trung Quốc đại lục ghi nhận 503,302 trường hợp mắc COVID-19 và 5,272 trường hợp tử vong.

## Bối cảnh

### Lo sợ một đợt dịch SARS khác
Các bệnh truyền nhiễm mới áp đặt một mối đe dọa nghiêm trọng đối với sức khỏe của công chúng. Nguồn gốc của chúng thường bí ẩn mặc dù đã có nhiều nỗ lực nghiên cứu. Mặc dù coronavirus ở người (CoV) đã được biết đến như là mầm bệnh chính gây ra cảm lạnh thông thường, một loại coronavirus mới, cụ thể là SARS-CoV, đã gây ra dịch bệnh liên quan đến 29 quốc gia trong năm 2002-03, lây nhiễm 8098 người và giết chết 774 người. Bằng chứng cho thấy virus có thể có nguồn gốc từ một coronavirus động vật nhưng bằng cách nào đó đã xâm nhập vào quần thể người. Sự bùng phát của nó cũng ngụ ý rằng coronavirus động vật có thể là mối nguy hiểm tiềm tàng cho con người.
Kể từ khi dịch SARS năm 2003 bùng phát, công chúng và cộng đồng khoa học ở Trung Quốc đã lo lắng về sự trở lại tiềm tàng của virus chết người, điều này thúc đẩy chính phủ Trung Quốc cải tổ hệ thống y tế công cộng để xử lý khủng hoảng y tế công cộng tiếp theo. Là một phần của cải cách, Trung Quốc đã mở rộng mạng lưới phòng thí nghiệm để xử lý mầm bệnh của các bệnh truyền nhiễm, bao gồm phòng thí nghiệm BSL-4 mới được xây dựng ở Vũ Hán và phòng thí nghiệm trọng điểm quốc gia để điều tra bệnh viêm phổi với những nguyên nhân không rõ ràng. Zeng Guang, Nhà khoa học trưởng tại CDC Trung Quốc, tin rằng một thông tin nhanh hơn về thông tin dịch bệnh là bài học mà Trung Quốc học được từ vụ dịch SARS, vì việc thiếu thông tin phát hành làm xấu đi sự bùng phát.
Với hệ thống y tế công cộng được cải thiện, Trung Quốc đã xử lý một số trường hợp khẩn cấp về sức khỏe cộng đồng. Để đối phó với dịch cúm H1N1 2009 bắt đầu từ Mexico, Trung Quốc đã phát triển và phân phối vắc-xin cho 100 triệu người trong vòng vài tháng như một biện pháp phòng ngừa tích cực. Trong đợt bùng phát H7N9 năm 2013 ở Đông Trung Quốc, hệ thống y tế của nước này đã xác định mầm bệnh 5 ngày sau khi dịch bùng phát. Các bộ xét nghiệm chẩn đoán được thiết kế và phân phối cho tất cả các tỉnh của Đại lục 3 ngày sau khi xác định. Trong vòng vài tháng, vắc-xin hiệu quả đã được phát triển. Bên cạnh đó, nhóm học giả Trung Quốc Li Lanjuan là người đầu tiên tiết lộ các phương thức lây truyền của virus, cơ chế phân tử và điều trị hiệu quả.
Tuy nhiên, như tờ Southern Metropolis Daily chỉ ra, mặc dù mọi người chú ý nhiều hơn đến sức khỏe cộng đồng, nhưng nguồn tài trợ của chính phủ cho hệ thống y tế là không đủ, vì CDC ở các thành phố nhỏ hơn phải giảm nhân viên. 10 năm sau khi dịch SARS bùng phát, rất ít người đeo mặt nạ khi họ có triệu chứng hô hấp và các bệnh viện đã cắt các phòng khám sốt. Mặc dù tự tin chiến thắng trong trận chiến tiếp theo chống lại SARS, Zhong Nanshan, người nổi tiếng trong việc chống lại dịch SARS năm 2003, vẫn giữ thái độ bảo thủ về việc liệu các quan chức Trung Quốc có nói dối với mọi người về dịch bệnh hay không.

### Dịch coronavirus mới
Vào ngày 1 tháng 12 năm 2019, một bệnh nhân viêm phổi do virus không rõ nguyên nhân đã được nhập viện tại Bệnh viện Jinyintan, một bệnh viện chuyên về các bệnh truyền nhiễm ở Vũ Hán, Trung Quốc. Bệnh nhân này là trường hợp nhiễm trùng 2019-nCoV sớm nhất được biết đến. Mặc dù bệnh nhân không có bất kỳ tiếp xúc nào với Chợ hải sản Hoa Nam, một chợ bán buôn bán hải sản và động vật sống, một đợt bùng phát virus bắt đầu xảy ra ở những người tiếp xúc với thị trường kể từ ngày 10 tháng 12. Sự bùng phát dịch không được chú ý cho đến khi một nữ bác sĩ Vũ Hán tìm thấy một nhóm bệnh nhân nhiễm chứng viêm phổi không rõ ràng và thông báo cho bệnh viện của cô vào ngày 27 tháng 12. Một bệnh viện Vũ Hán khác đã gửi một mẫu có virus đến Trung tâm lâm sàng y tế công cộng Thượng Hải (Thượng Hải PHC) vào ngày 26 tháng 12. Mẫu này sau đó được xác nhận có chứa virus mới.
Tin tức về dịch này đã được công khai vào ngày 31 tháng 12, sau khi có tin đồn về nó lưu hành trên Internet. Kể từ đó, virus đã lan sang tất cả các tỉnh của Trung Quốc đại lục và nước ngoài. Đến ngày 2 tháng 2, tại Trung Quốc đại lục, hơn 490 người đã chết vì viêm phổi do nhiễm coronavirus và 24.313 người được xác nhận là bị nhiễm bệnh. Chỉ riêng ở Hồ Bắc, đã có 16.678 trường hợp nhiễm bệnh và 479 trường hợp tử vong liên quan. WHO đã tuyên bố bùng phát một trường hợp khẩn cấp về sức khỏe cộng đồng của mối quan tâm quốc tế, vào ngày 31 tháng 1, vì sợ rằng vi-rút lây lan ra khỏi Trung Quốc đến nơi không có hệ thống chăm sóc sức khỏe mạnh mẽ, mặc dù WHO vẫn tin tưởng vào nỗ lực của Trung Quốc.
Các ca bệnh ban đầu đều xung quanh chợ bán thịt động vật cho thấy khả năng lây truyền từ người sang người, và sau này virus này được phát hiện có khả năng truyền từ người bệnh sang người khác. Đã có trường hợp bệnh nhân không có triệu chứng nào đã truyền virus cho người khác. Theo NHC Trung Quốc, virus lây truyền qua các giọt hoặc tiếp xúc gần, trong khi một số đề xuất rằng phân cũng có thể là nơi virus ẩn náu và truyền từ đó. Các triệu chứng điển hình của nhiễm virus bao gồm sốt, ho khan, khó thở, đau đầu và viêm phổi, thường được phát triển sau thời gian ủ bệnh kéo dài tới 2 tuần. Nhưng có những trường hợp nhẹ nhưng nhiễm trùng, làm phức tạp các nỗ lực kiểm soát dịch. Người ta cũng nhận thấy rằng bệnh nhân có thể truyền virus ngay cả trong thời gian ủ bệnh.

## Phản ứng ban đầu của Vũ Hán

### Viêm phổi bí ẩn bùng phát

#### Phát hiện
Vào ngày 1 tháng 12 năm 2019, một bệnh nhân viêm phổi do virus không rõ nguyên nhân đã được nhập viện tại Bệnh viện Kim Ngân Đàm (Jinyintan), một bệnh viện chuyên về các bệnh truyền nhiễm ở Vũ Hán, Trung Quốc. Bệnh nhân này là trường hợp nhiễm trùng 2019-nCoV sớm nhất được biết đến. Mặc dù bệnh nhân không có bất kỳ tiếp xúc nào với Chợ hải sản Hoa Nam, một chợ bán buôn bán hải sản và động vật sống, một đợt bùng phát virus bắt đầu xảy ra ở những người tiếp xúc với thị trường kể từ ngày 10 tháng 12. Vào ngày 26 tháng 12, Shanghai PHC đã nhận được một mẫu bệnh nhân bị viêm phổi không rõ từ Trung tâm Phòng chống dịch bệnh Vũ Hán và Bệnh viện Trung ương Vũ Hán và bắt đầu một cuộc điều tra về mẫu này, sau đó được xác nhận có chứa một loại coronavirus mới.
Tuy nhiên, ổ dịch không được chú ý cho đến khi một nhóm bệnh viêm phổi không rõ được quan sát bởi một bác sĩ Vũ Hán tên là Zhang Jixian. Zhang là một bác sĩ ICU tại Bệnh viện Y học cổ truyền Trung Quốc và Tây y. Kinh nghiệm chiến đấu với SARS năm 2003 của cô khiến cô luôn cảnh giác về tình trạng khẩn cấp về sức khỏe cộng đồng. Vào ngày 26 tháng 12 năm 2019, một cặp vợ chồng cao tuổi, sống gần bệnh viện của Zhang, đã đến gặp cô vì sốt và ho. Kết quả chụp CT của ngực của cặp vợ chồng cho thấy những thay đổi bất thường ở phổi, khác với những người bị viêm phổi do virus đã biết. Bác sĩ Zhang sau đó khuyên con trai của cặp vợ chồng đến gặp cô và tìm thấy tình trạng tương tự. Cùng ngày, một bệnh nhân từ chợ hải sản Hoa Nam và bác sĩ Zhang cũng thấy có tình trạng bất thường.
Vào ngày 27 tháng 12, bác sĩ đã báo cáo khám phá của cô cho bệnh viện và bệnh viện đã sớm thông báo cho Trung tâm Phòng chống dịch bệnh Giang Hán, nghĩ rằng đây có thể là một bệnh truyền nhiễm theo chỉ định của cụm gia đình. Để phòng ngừa, cô nói với các đồng nghiệp của mình đeo thiết bị bảo hộ và chuẩn bị một khu vực chuyên biệt trong bệnh viện để tiếp nhận những bệnh nhân mắc bệnh tương tự.
Vào ngày 28 và 29 tháng 12, có thêm ba bệnh nhân đến phòng khám của bệnh viện, tất cả đều liên quan đến Chợ hải sản Hoa Nam. Bệnh viện sau đó đã thông báo cho ủy ban y tế tỉnh và thành phố. Ủy ban y tế đã chỉ định các TTPCDB của Vũ Hán và Giang Hán và Bệnh viện Kim Ngân Đàm thực hiện nghiên cứu dịch tễ học cho bảy bệnh nhân vào ngày 29 tháng 12. Sáu người trong số họ sau đó đã được chuyển đến bệnh viện Kim Ngân Đàm, một cơ sở chuyên về các bệnh truyền nhiễm. Chỉ có một bệnh nhân từ chối chuyển. Phát hiện của Tiến sĩ Zhang Jixian sau đó đã được ca ngợi rộng rãi. Chính phủ Hồ Bắc sau đó đã vinh danh bà và Zhang Dingyu, giám đốc Bệnh viện Kim Ngân Đàm, vì những đóng góp của họ trong việc kiểm soát sự bùng phát của virus.

#### Công khai
Vào tối ngày 30 tháng 12, hai lá thư thông báo khẩn cấp từ Ủy ban Y tế thành phố Vũ Hán bắt đầu lưu hành trên Internet, đã được xác nhận bởi TTPCDB Vũ Hán, người đã thừa nhận có 27 trường hợp viêm phổi không rõ nguyên nhân vào ngày 31 tháng 12. Các thư yêu cầu tất cả các bệnh viện ở Vũ Hán báo cáo bất kỳ bệnh nhân viêm phổi nào không rõ nguyên nhân và liên quan đến Chợ hải sản Huanan. Họ cũng yêu cầu các bệnh viện đưa ra phương pháp điều trị thích hợp cho những bệnh nhân này. TTPCDB Vũ Hán nói với tờ Tin tức Bắc Kinh, cuộc điều tra vẫn đang được tiến hành và các chuyên gia từ NHC đang trên đường giúp đỡ cuộc điều tra, sau khi có tin đồn phát tán trên Internet.
Vào ngày 1 tháng 1 năm 2020, chợ thủy sản đã bị Cơ quan Y tế và Cơ quan Quản lý Thị trường của Giang Hán đóng cửa để "cải thiện môi trường". Theo China Business, công nhân trong bộ đồ hazmat đang kiểm tra xung quanh chợ và thu thập các mẫu vật. Các chủ gian hàng tại chợ nàycho biết họ không được biết gì về các mẫu vật được thu thập và phát hiện. Các nhân viên quản lý đô thị và cảnh sát đã có mặt để yêu cầu các chủ gian hàng kết thúc bán hàng và rời khỏi chợ.